# 高橋渡
高橋 渡（たかはし わたる、1900年〈明治33年〉5月11日 - 1944年〈昭和19年〉7月8日）は、日本戦前期の写真家。弁護士でもあった。

## 来歴

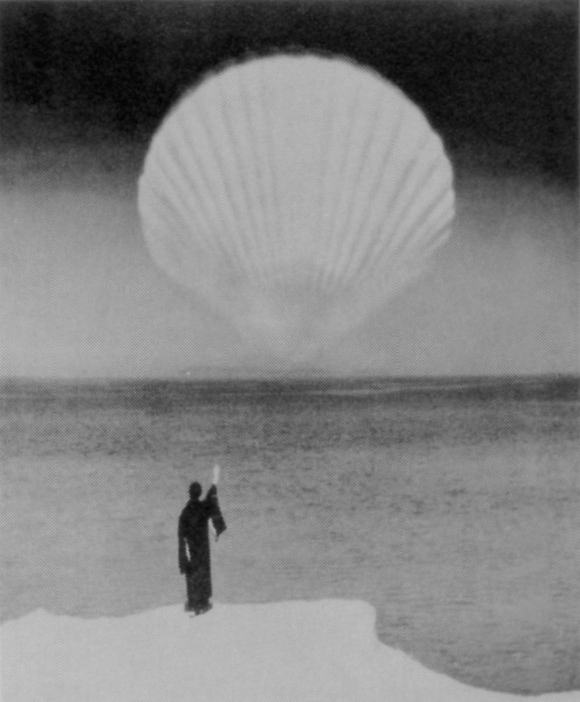
『海の精』(1938年)

1900年 (明治33年) 5月11日、福岡県生まれ。1924年に慶応義塾大学経済学部理財科を卒業したが、その後九州帝国大学に入学、同大学法文学部法律科を1932年 (昭和7年) に卒業した。
1935年 (昭和10年) 頃に「福岡写友会」に入り、本格的に写真撮影を始めた。いくつかの写真クラブを経て、1939年 (昭和14年) に「ソシエテ・イルフ」を結成、中心メンバーとして活躍した。「イルフ（IRF）」は「フルイ（古い）」の逆並びで、「新しい」を意図していた。同年には弁護士を開業している。
前衛的な表現を得意とし、特に、シュルレアリスム的な表現が強く見られる。ただ、1941年 (昭和16年) 以降は前衛的傾向を離れて、民俗学的な写真作品へと移行した。
1944年 (昭和19年) 7月8日に亡くなった。

## ソシエテ・イルフの他のメンバー
- 久野久（1903年-1946年）[3]
- 許斐儀一郎（1896年-1951年）[3]
- 田中善徳[注 1]（1903年-1963年）[3]
- 吉崎一人（1912年-1984年）
- 伊藤研之
- 小池岩太郎

## 代表作
- 海の精

## 主要な展覧会
- ソシエテ・イルフ　郷土の前衛写真家たち（福岡市美術館・1987年）
- ソシエテ・イルフは前進する　福岡の前衛写真と絵画　（福岡市美術館・2021年）

## 関連図書
- 上記展覧会のカタログ
  - ソシエテ・イルフ展カタログ掲載の高橋作品
  - 2: 題不詳（Title Unknown）、C.1936
  - 3. 題不詳（Title Unknown）、C.1936
  - 4. 題不詳（Title Unknown）、C.1936
  - 5. 長崎の女（Woman of Nagasaki）、C.1937
  - 6. DUET（DUET）、1937
  - 7. 題不詳（Title Unknown）、C.1937
  - 8. 渇水（Thirst）、1937
  - 9. 友の像（Friend）、1937
  - 10. BELA（BELA）、1937
  - 11. 題不詳（Title Unknown）、1937
  - 12. ・・・・（・・・・）、1937
  - 13. エンピツ画（Pencil Drawing）、1937
  - 14. 砂（Sand）、1937
  - 15. 花籠（Flower Basket）、1937
  - 16. 花籠のある風景（Scene of Flower Basket）、1937
  - 17. 無題（Untitled）、1937
  - 18. "――"（"――"）、1939（下記C-47と同じ）
  - 19. 題不詳（Title Unknown）、1939
  - 20. 題不詳（Title Unknown）、C.1939
  - 21. 題不詳（Title Unknown）、C.1939
  - 22. 無題（Untitled）、1939
- 「日本のシュールレアリスム」展カタログ（名古屋市美術館・1990年）200ページ～201ページ
  - 「日本のシュールレアリスム」展カタログ掲載の高橋作品
  - C-46: DUET, 1937（ピエロのような格好で手と足を上げてジャンプしている人物像をポジとネガで2重に焼き付けた作品）
  - C-47: ……, 1939（砂浜のようなところに小さな木の椅子と木の枝2つを三角形の頂点の位置に配した作品）
- 「日本近代写真の成立と展開」カタログ（東京都写真美術館・1995年）
  - 「日本近代写真の成立と展開」カタログ掲載の高橋作品
  - 111. ----、1939 ( ----)
  - 112. 渇水、1937 (Thirst)

### 注
1. ↑  『日本の写真家15』p.5では、「ぜんとく」ではなく「よしのり」の表記。